# Sumbertebu
Sumbertebu is een bestuurslaag in het regentschap Mojokerto van de provincie Oost-Java, Indonesië. Sumbertebu telt 3975 inwoners (volkstelling 2010).